# Ермошин, Владимир Васильевич

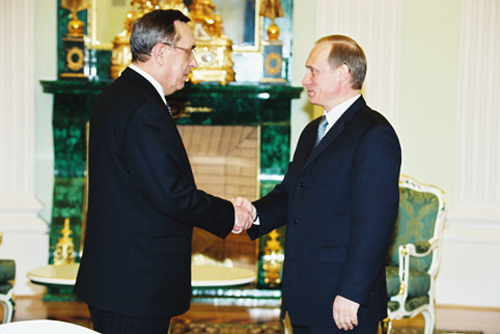
В. В. Ермошин и В. В. Путин

Влади́мир Васи́льевич Ермо́шин (бел. Уладзі́мір Васі́левіч Ярмо́шын; род. 26 октября 1942, Пронск, Рязанская область) — белорусский государственный деятель.

## Биография

### Образование
В 1964 году окончил Новочеркасский политехнический институт по специальности «инженер-механик».
В 1989 году окончил Академию  гражданской авиации в Ленинграде.

### Деятельность
В 1959−1960 годах работал токарем Новочеркасского электровозостроительного завода.
В 1965−1990 годах работал на Минском заводе гражданской авиации № 407: старшим инженером, главным механиком, заместителем директора завода.
С 1990 года — в органах исполнительной власти Белоруссии: председатель исполкома Октябрьского районного Совета депутатов г. Минска; заместитель председателя Минского горисполкома, председатель комитета по жилищному хозяйству и энергетике (1990−1992); первый заместитель председателя Минского горисполкома (1992−1995).
С 10 января 1995 по 18 февраля 2000 год — председатель Минского городского исполнительного комитета. После трагедии на Немиге (1999), в которой погибло 53 человека, подавал в отставку с поста председателя горисполкома, но президент отставку не принял.
Одновременно в 1996—2000 гг. — член Совета республики Национального собрания Республики Беларусь, член Постоянной комиссии по экономике, бюджету и финансам.
C 18 февраля 2000 года — премьер-министр Республики Беларусь. Палата представителей дала согласие на назначение Владимира Ермошина 14 марта 2000 года на внеочередной сессии (95 голосов — «за», 1 — «против», 3 бюллетеня недействительны). 21 сентября 2001 года была принята отставка правительства по причине переизбрания Президента Республики.
С июля 2002 по декабрь 2003 — руководитель представительства в Белоруссии ОАО «Мобильные ТелеСистемы». В начале 2004 г. переехал на постоянное жительство в Москву. Работал в инвестиционной компании «Рубин», исполнял обязанности генерального директора.
В 2006 году вернулся для работы в Беларусь. В 2006-2010 году управлял строительством Минск-Арены. В настоящее время с 2012 года — советник белорусско-российского предприятия «Внешэкономстрой».

### Семья
Жена — Алла Николаевна;
- двое детей;
  - четыре внука.

## Награды
- Орден Почёта (5 апреля 2010) — за плодотворный труд, значительный личный вклад в строительство многопрофильного культурно спортивного комплекса «Минск-Арена»[5].
- Орден «Знак Почёта».
- три медали.